# Dracula in the West
Dracula in the West è una serie a fumetti di genere horror western ideata e scritta da Gianluca Piredda e con i disegni di Luca Lamberti ed Emiliano Albano (che è subentrato a partire dalla seconda storia), pubblicata in Italia dall' Editoriale Aurea a partire da dicembre 2019 all'interno della rivista Lanciostory. La serie è tuttora in corso. Dal gennaio 2022 viene pubblicata anche in America da Antarctic Press all’interno del magazine antologico Horror Comics; nello stesso anno la serie è stata pubblicata in Polonia in una collana di album cartonati editi da Elemental.

## Trama
La serie è una rilettura del mito del vampiro di Bram Stoker: scampato allo scontro finale, Dracula fugge e inizia un viaggio che lo porterà sino all’America del west. Vlad è un uomo solo, stanco e stufo, in cerca di pace e con la voglia di lasciarsi alle spalle un passato scomodo. Ma qui deve fare i conti con il suo essere. Innanzitutto, la fame… e la luce del sole. Infatti, il giovane Jaer lo salva proprio dalle prime luci dell’alba, durante il suo pellegrinare nel deserto di Chihuahua. Lo porta dalla nonna, nota come “La sciamana” che lo cura e che, suo malgrado, gli fornisce delle erbe che permettono a Dracula di sopportare la luce del sole. La donna è convinta che anche l’uomo sia vittima del temuto Camazotz. A questo punto, Dracula prende possesso della casa di Torres, un latifondista locale dai loschi traffici, libera la nipote della sciamana, rapita per essere poi rivenduta e decide di regnare su Penny Town, una cittadina di frontiera destinata a diventare un villaggio fantasma. Durante le sue storie, Dracula, incontrerà e affronterà le creature mitologiche della tradizione nativo-americana, come appunto il Camazotz e molti altri.

## Struttura della serie
Ogni episodio è di 48 tavole, con una costruzione libera, che combina insieme la tradizione italiana a quella americana e internazionale, a dispetto dei disegni classici all'italiana e rigorosamente in bianco e nero ed è diviso in quattro capitoli da dodici pagine ciascuno per agevolare la pubblicazione settimanale su Lanciostory. Ogni storia è autoconclusiva, anche se legate tra loro da uno stesso filo conduttore.

## Personaggi
- Vlad (Dracula)
- La Sciamana
- Jair
- Il Becchino
- Sophie
- Il Barman
- Sindaco McKenzie
- Esteban Torres
- Camazotz
- Coyote
- Joseph Molaro
- El Moreno
- Emilio Torres